# 4.50 från Paddington (film, 2004)
4.50 från Paddington, är en brittisk TV-film (thriller) från 2004 regisserad av Andy Wilson med Geraldine McEwan och Pam Ferris. Filmen bygger Agatha Christies deckarroman med samma namn från 1957 med Miss Marple i huvudrollen. Filmen utgjorde det tredje avsnittet av den första säsongen av den brittiska TV-serien om Miss Marple. Filmen är utgiven på DVD tillsammans med avsnittet Mordet i prästgården.

## Handling
Elspeth McGillicuddy sitter på ett tåg, då hon bevittnar ett mord som sker på ett tåg på ett parallellt spår. När polisen inte tror henne beslutar hon sig för att kontakta sin väninna miss Marple.
Miss Marple börjar leta efter kroppen, som borde ligga någonstans efter spåret. Tillhörigheter till den mördade damen hittas nära godset Rutherford Hall, där familjen Crackenthorpe bor sedan länge. Miss Marple behöver någon som kan snoka runt på gården och samla in ledtrådar åt henne. Hon vänder sig till sin vän Lucy Eyelesbarrow, en ung och smart kvinna som trots toppbetyg från universitetet som har jobbat som tjänsteflicka. Med sina goda referenser får miss Eyelesbarrow lätt tjänst på Rutherford Hall.
Efter att den mördade kvinnan hittats, samlas hela familjen Crackenthorpe, en familj med många sprickor och spänningar. Alla verkar ha haft motiv att utföra mordet. När så en av bröderna blir mördad, börjar miss Marple undra om det någon som är ute efter arvet från den förmögne fadern Luther Crackenthorpe.

## Rollista
- Miss Marple: Geraldine McEwan
- Elspeth McGillicuddy: Pam Ferris
- Inspector Tom Walsh: John Hannah
- Dr. Quimper: Griff Rhys Jones
- Lucy Eyelesbarrow: Amanda Holden
- Emma Crackenthorpe: Niamh Cusack
- Luther Crackenthorpe: David Warner
- Brian Eastley: Michael Landes